# 衛挺生

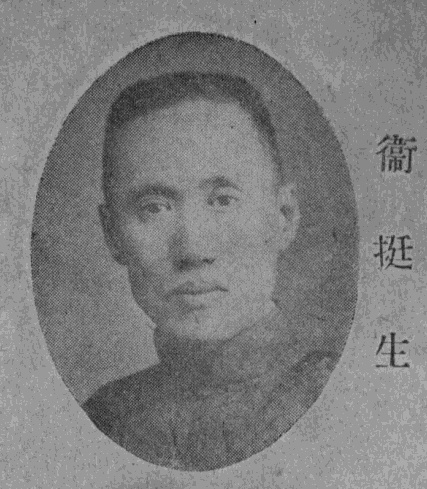
《民国名人图鉴》中的衛挺生照片

卫挺生（1890年—1977年5月），又名体国、绍浚、韬，字申父、琛甫，号经野。湖北省枣阳县双河镇人，中华民国经济学家、历史学家。联综组织建设的主要倡导者。

## 生平

### 早年
卫挺生生于一个地主士绅家庭。1906年留学日本，入大成中学。归国后，先后在武昌两湖书院、高等矿业学堂、清华留美预备学校学习。1911年9月，公费留学美国，先后在密歇根州立大学文理学院及商业学院、哈佛大学文理学院及商业学院学习政治、经济、财政、金融等科，获商业管理及文学两个硕士学位，通晓中文、英文、法文、德文、俄文、日文。
1920年归国后，卫挺生任教于南京高等师范学校，参加筹办国立东南大学。1921年赴北京，在美国人端纳开办的“经济讨论处”任英文撰述员。后来，任中国银行总管理处秘书，并于燕京大学、朝阳学院、盐务学校兼课。

### 仕宦
1927年，南京国民政府成立后，通过财政部次长钱新之推荐，任关务署税科长，同时于交通大学兼课。1928年10月，出任立法院立法委员，任内参与设计了《财政管理法》，起草了《公债法》、《预算法》、《统计法》、《会计法》、《决算法》、《公库法》等财政法规，提出设四级财政、划分收支系统，以堵塞贪污渠道等建议，但未被采纳。卫挺生还力主实行市政现代化、地方市政化、市镇公司化、市镇长经理化、市民代表董事化、市民股东化等等方案，但也未获施行。
1934年，与潘序伦、徐永祚、奚玉书、吴世瑞、邹曾侯、任应钟、闻亦有、蒋一贯、安绍芸、杨汝梅（众先）、雍家源、顾询、钱乃澄、李鸿寿、许敦楷等51人发起，于1934年11月18日在南京中央路560号成立中国会计学社，卫挺生任理事。
1938年6月，卫挺生被任命为湖北省政府委员，但不想就职，直到陈诚多次电邀，才回到湖北。8月，巡视鄂北14县，举报2名失职县长2人，惩办2名不法区长。不久，卫挺生卸任湖北省政府委员职务，仍专任立法委员，代理法制委员会委员长及烟专卖局副董事长职务，并兼任复旦大学经济系主任、中央政治学校计政学院教授。
1930年代，和董必武、王世杰等34人共同担任中华大学校董。卫挺生主持起草了《公司法》，参与《土地法》及《宪法》的起草及修改。1943年春，卫挺生草拟了《地方税捐条例》，报财政部长孔祥熙准，在全国第二次财政会议中讨论通过，以废止地方杂捐杂税，但效果不明显。
1944年，卫挺生作为中国财政代表团顾问，出席了在美国召开国际平准基金协会，中国当选为该协会常务理事国，从而在国际金融组织中长期为“四强”之一。

### 晚年
1948年，卫挺生赴香港，在沙田华侨工商学院、香港书院、新亚书院、珠海书院讲学。1949年秋，到台湾大学图书馆研究徐福东渡事。1953年11月，赴马尼拉，在菲律宾大学担任教授。1956年8月，赴美国哈佛大学植物标本馆，翻译药用植物资料，并利用该馆藏书进行学术研究。
1977年5月，卫挺生在美国加利福尼亚州病逝。

## 著作
- 衛挺生，財政改造，太平洋書店，1930年
- 衛挺生，中國今日之財政，世界書局，1931年
- 衛挺生，戰時財政，世界書局，1933年
- 衛挺生，欧战中英法美之金融
- 衛挺生，南美三強利用外資興國事例，商務印書館，1931年
- 衛挺生，財政收支系統法, 整理地方稅捐條例草案，1934年
- 衛挺生、楊承厚，中國現行主計制度，商務印書館，1946年
- 衛挺生，徐福與日本，新世紀出版社，1953年
- 衛挺生，日本神武开国考 : 徐福入日本建国考，1950年
- 衛挺生，日本神武開國新考，商務印書館
- 衛挺生、陳立峯，香港歷史，世界書局，1953年
- 衛挺生，主計文獻，1965年
- 衛挺生，周自穆王都洛考，中華學術院，1970年
- 衛挺生，穆天子傳今攷: 外篇，中華學術院，1970年
- 衛挺生，穆天子傳今攷，中華學術院，1971年
- 衛挺生，驺衍子今考，文化大學
- 衛挺生，衛挺生文存，遠東圖書公司，1973年
- 衛挺生、徐聖謨，山經地理圖考: 山海經今考，華岡出版部，1974年
- 衛挺生，衛挺生自傳，中外圖書出版社，1977年